# El triunfo de Clelia (Tarchi)
El triunfo de Clelia  (Il trionfo di Clelia)  es el título de una ópera seria que el italiano Pietro Metastasio (1698 – 1782) escribió como poeta oficial del  Emperador de Austria. El libreto hace el número vigésimo quinto de los 27 que escribió Metastasio, situándose entre  Nitteti (1756) y  Rómulo y Hersilia  (1765).

## Composición
Las fuentes a las que acudió Metastasio para componer El triunfo de Clelia fueron los trabajos de los historiadores latinos Tito Livio, Plutarco, Lucio Anneo Floro y Aurelio Víctor; así como del griego Dionisio de Halicarnaso.
El compositor alemán Johann Adolph Hasse (Hamburgo, 1699 – Venecia, 1783) musicó el texto de Metastasio, cantado en italiano y dividido en tres actos, cuyo estreno, con motivo del nacimiento de dos nietos de la Emperatriz María Teresa I de Austria, los archiduques José e Isabel, tuvo lugar el 27 de abril de 1762 en el Burgtheater de Viena

## Estreno

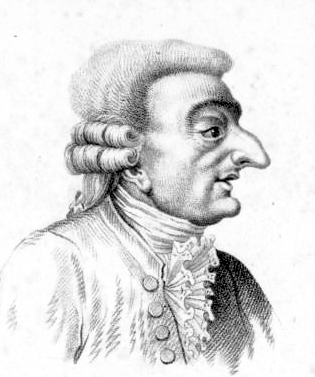
El compositor, violinista y director Gaetano Pugnani Por Riedel (1815)

En 1786 el compositor italiano Angelo Tarchi (Nápoles, 1759 / 1760 – París, 1814) retomó el libreto de Metastasio para componer una ópera homónima, cantada en italiano y dividida en tres actos, cuyo estreno tuvo lugar en el  Teatro Regio de Turín el 26 de diciembre.

## Personajes

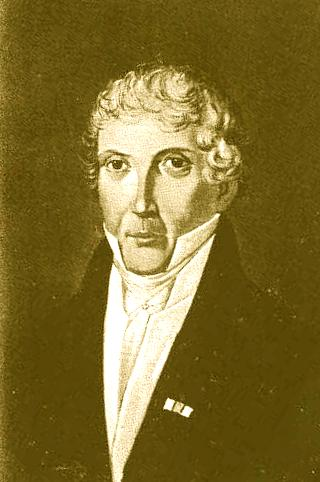
El castrato Girolamo Crescentini (1762 – 1846)

| Personaje                                                            | Tesitura   | Reparto el 26 de diciembre de 1786 Director : Gaetano Pugnani |
| -------------------------------------------------------------------- | ---------- | ------------------------------------------------------------- |
| Clelia (joven patricia romana prometida de Orazio)                   | soprano    | Anna Monichelli-Bosello / Teresa Vestris                      |
| Porsena (rey etrusco)                                                | tenor      | Matteo Antonio Babini                                         |
| Larissa (hija de Porsena, prometida de Tarquinio y amante de Mannio) | soprano    | Teresa Benvenuti                                              |
| Mannio (príncipe etrusco amante secreto de Larissa)                  | soprano    | Marianna Pallavicini                                          |
| Tarquinio (depuesto rey de Roma y enamorado de Clelia)               | sopranista | Giuseppe Benigni                                              |
| Orazio (embajador romano y prometido de Clelia)                      | castrato   | Girolamo Crescentini                                          |

## Argumento
Cuando el rey de Roma, Tarquinio el Soberbio, fue derrocado en el año 459 a C, pidió ayuda a su compatriota y amigo el rey etrusco Porsena, que se dispuso a sitiar Roma al frente de su poderoso ejército.
Al cabo de unos meses la situación de la ciudad era desesperada, por lo que las autoridades romanas propusieron una tregua al enemigo: los etruscos permitirían a los sitiados salir de la ciudad en busca de comida a cambio de 100 vírgenes romanas.
Cuando Porsena, que aceptó el tratado, se dispuso a llevarse a las prisioneras, una de las muchachas llamada Clelia escapó del grupo y cruzó a nado, con tran riesgo de su vida, el río Tíber entrando de nuevo en la Urbe.
El rey etrusco, indignado, mandó un ultimátum a Roma para que entregase a la virgen. Las autoridades, ante el temor de un redoblado asedio, aceptaron la entrega de Clelia a Porsena, pero éste, admirado de la valentía y el amor por su patria de la muchacha, lejos de matarla o castigarla, se enamoró de ella. 
Y así, una vez que la bella y virtuosa Clelia se convirtió en esposa de Porsena, instó a su esposo a que levantara el sitio de la ciudad y liberara a todas las cautivas. Por su parte, Roma agradeció los esfuerzos de Clelia y, en su recuerdo, erigió una estatua ecuestre de bronce en la Vía Máxima.

## Influencia
Metastasio tuvo gran influencia sobre los compositores de ópera desde principios del siglo XVIII a comienzos del siglo XIX. Los teatros de más renombre representaron en este período obras del ilustre italiano, y los compositores musicalizaron los libretos que el público esperaba ansioso. El triunfo de Clelia fue, sin embargo, una de las menos utilizadas por los compositores de la época, pues sólo fueron doce las versiones que se hicieron de ella.